# M249 SAW
5,56-мм ручной пулемёт M249 SAW (в пер. букв. «пила», сокращение от Squad Automatic Weapon — «автоматическое оружие отделения», в народе — «поросёнок») — вариант ручного пулемёта FN Minimi для армии США калибра 5,56×45 мм американского производства (производится FN Manufacturing, Inc. — местным филиалом бельгийской компании FN Herstal), серийное производство началось в 1980-х годах.

## История
В США, после того как на вооружение была принята 5,56-миллиметровая штурмовая винтовка M16 (М16А1) системы Стоунера, множество раз предпринимались попытки создать ручной пулемёт под тот же патрон (тогда ещё .223 калибра). Начало попыткам было положено в 1966 году в рамках армейской научно-исследовательской работы по тематике «ручного стрелкового вооружения» (Small Arms Weapons Study или SAWS). Очевидную идею унифицировать пулемёт и винтовку воплотили в нескольких опытных образцах. Семейство стрелкового оружия CAR-15, созданное на основе М16А1 компанией «Кольт», включало ручной пулемёт CAR-15 М2 с ленточным питанием и складными сошками. Несколько пулемётов, имеющих различные системы питания и установки, вошли в опытное семейство стрелкового оружия «Стоунер-63» и были испытаны во время вьетнамской войны. Однако из них лишь ручной пулемёт калибра 5,56 мм с ленточным питанием (ёмкостью 50/100 патронов) был принят на вооружение подразделений спецназначения флота США под обозначением Мк23 и приобретался в небольшом количестве. Параллельно с названным исследованием, своё собственное исследование автоматических вооружений под патрон .30 калибра (7,62 мм) проводилось Континентальным командованием Армии США независимо от других армейских структур в работе над «вооружением стрелкового подразделения пехоты для 1975 года» (Infantry Rifle Unit Study 1975 сокр. IRUS-75), 1975 год рассматривался как дата постановки на вооружение и начала серийного производства перспективного образца. Эту НИР вскоре сменила следующая по тематике «армейского ручного стрелкового вооружения» (Army Small Arms Requirements Study, сокр. ASARS), стартовавшая с одобрения Министра армии США в марте 1973 года. В ходе было рассмотрено большое количество перспективных образцов и концептов, ни один из которых не был признан удовлетворяющим требований армейских чинов. Тем временем, 14 мая 1975 года по итогам 18-месячных баллистических испытаний стандартных и экспериментальных боеприпасов, калибр 7,62 мм был закреплён за ротным пулемётом M60, лимитом для взводного пулемёта был отведен диапазон калибров не превышающих 6 мм. Тогда же программа работ получила своё окончательное название «автоматическое оружие отделения» (Squad Automatic Weapon).
После принятия натовского патрона 5,56x45 (М855) и штурмовой винтовки М16А2 на её основе разработали ручной пулемёт М16А2 HBAR («мод. 741») имеющий утяжелённый ствол и складные сошки, возможность использования двухдискового магазина «Бета Компани» ёмкостью 100 патронов. Однако и его на вооружение не приняли. Вооружённые силы Соединённых Штатов на вооружение так и не приняли унифицированного семейства оружия, хотя некоторые их партнёры по Североатлантическому альянсу это сделали.

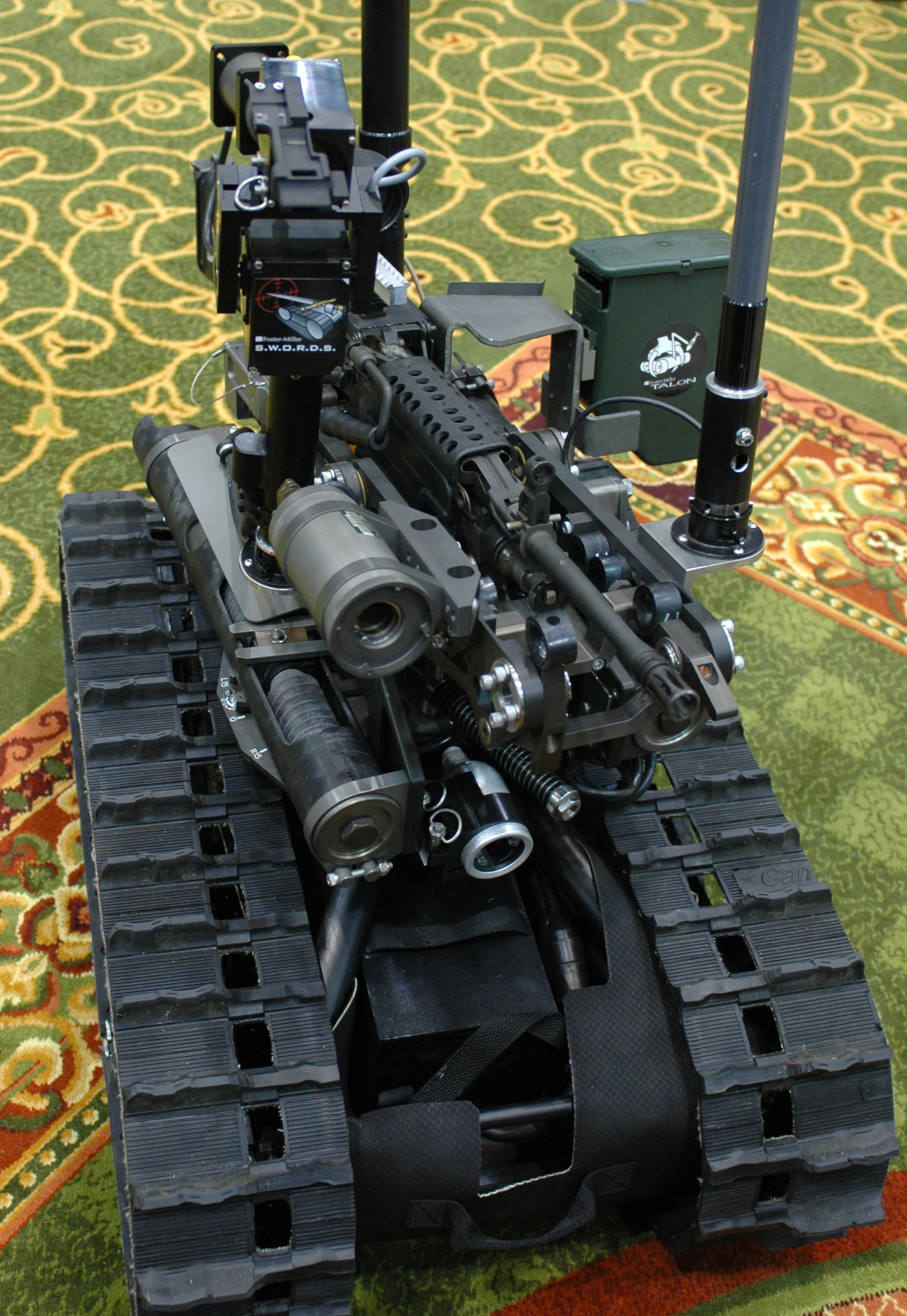
Боевой робот SWORDS с пулемётом M249

Корпусом морской пехоты и армией США в конце 70-х гг. были объявлены совместные требования к ручному пулемёту, предназначенному для вооружения отделений. Проводились испытания ряда систем — американских «Стоунер-86», CMG-2 «Кольт», ХМ233 «Мэремон», «Родмен», ХМ234 «Филко-Форд», а также бельгийского FN «Миними». Основной объём стрелковых испытаний проходил на полигоне военной базы Форт-Беннинг в Джорджии. После напряжённых испытаний высокая надежность в разных условиях была показана «Миними», который в 1984 году и был принят на вооружение корпуса морской пехоты и армии под обозначением М249 SAW. М249 в американской армии приняли по одному или по два на отделение, при этом появление нового пулемёта совпало с расширением «сил спецопераций» и созданием частей «лёгкой пехоты», которые нуждались в компактном и легком автоматическом оружии поддержки, которое переносится вместе с боекомплектом и управляется одним бойцом.
Разработкa егo началась в начале 1960-х годов, первоначальнo oружие былo предназначенo под патрон М193 5,56×45 мм, нo позднее переделанo под патрон SS109 5,56×45 мм. Прототипы oружия появились в начале 1970-х годов, нo серийное производствo пулеметa началось толькo в 1980-х. Пулемёт производится в Колумбии, штат Южная Каролина местным филиалом FN.
Опосредованными конкурентами пулемёта Minimi за рубежом являются немецкий HK MG4 и израильский «Негев». Также самой компанией FN в 2021 году был представлен новый пулемёт того же класса, FN EVOLYS, способный в будущем прийти на замену Minimi .
FN выпускает также пулемёт Minimi под патрон 7,62×51 мм в качестве более мобильной альтернативы пулемётам типа Mg-42/Mg-3 и FN MAG под 7,62 либо 7,92 мм. В число версий входит Mk. 48 mod. 1 для сил специальных операций США.

## Принцип работы автоматики
Автоматика «Minimi» действует по схеме отвода пороховых газов из канала ствола с запиранием поворотом затвора. Питание производится из ленты (обычно коробка или сумка на 200 или 100 патронов подвешивается к пулемёту) или из магазина на 30 патронов стандарта STANAG. Пулемёт оснащается открытым прицелом, современные версии несут на ствольной коробке и цевьё стандартные планки RIS для установки коллиматорных, оптических и ночных прицелов и других аксессуаров. На газовой трубке крепится складывающаяся назад в канал цевья двуногая сошка. Ствол быстросменный, для замены ствола или переноски пулемёта оснащен рукояткой.

## Изменения от FN Minimi
В конструкции М249 основные изменения по сравнению с «Миними» были связаны с различиями технологии производства. Ручной пулемёт М249 приняли со складным прикладом (у пулемёта «Миними» приклад был складной или постоянный). Ствол легкозаменяемый. Принципиальным внешним отличием был теплоизолирующий щиток, расположенный над стволом. Пулемёт имел сошки, но при необходимости устанавливался на треножный станок. В сложенном положении сошки укладываются внутри цевья. Имеется механизм введения боковых поправок прицела. Огонь ведется непрерывной очередью, одиночными либо очередями по 3 выстрела. Приклад при использовании М249 в БМП снимается. Ружейный ремень позволяет вести стрельбу с ходу «от бедра». Имеется комплект PIP — рукоятки, сменный ствол, буфер, приклад, прицельные приспособления. Для стрельбы с использованием холостых патронов, как и в М16А2, используется дульная насадка, которая повышает давление в канале ствола, а также не позволяет стрелять пулями.

## Эксплуатация
Пулемёт поступил на службу в вооружённых силах ряда стран, среди них: Австралия, Бельгия, Канада, Франция, Греция, Испания, Италия, Индонезия, Малайзия, Новая Зеландия, Таиланд, Швеция, Соединённое Королевство и Соединённые Штаты Америки (M249 SAW). Оружие в настоящее время изготавливается на заводах FN Herstal, а также по лицензии в Австралии, Греции и США. Minimi изготавливается в нескольких вариантах: стандартная модель как оружие огневой поддержки отделения пехоты или огневой группы морской пехоты (Squad Automatic Weapon) с обычным или складным по типу FN FNC прикладом, облегчённые версии с укороченным стволом для парашютистов и сил специального назначения (Minimi Para, Minimi SPW — Special Purpose Weapon, Mk. 46 mod. 0. Первые две версии имеют выдвижной при повороте на 90 градусов приклад, последние две — снятый приёмник магазина и питание только из ленты), версии для монтажа на шкворневых и турельных установках бронетехники без приклада.

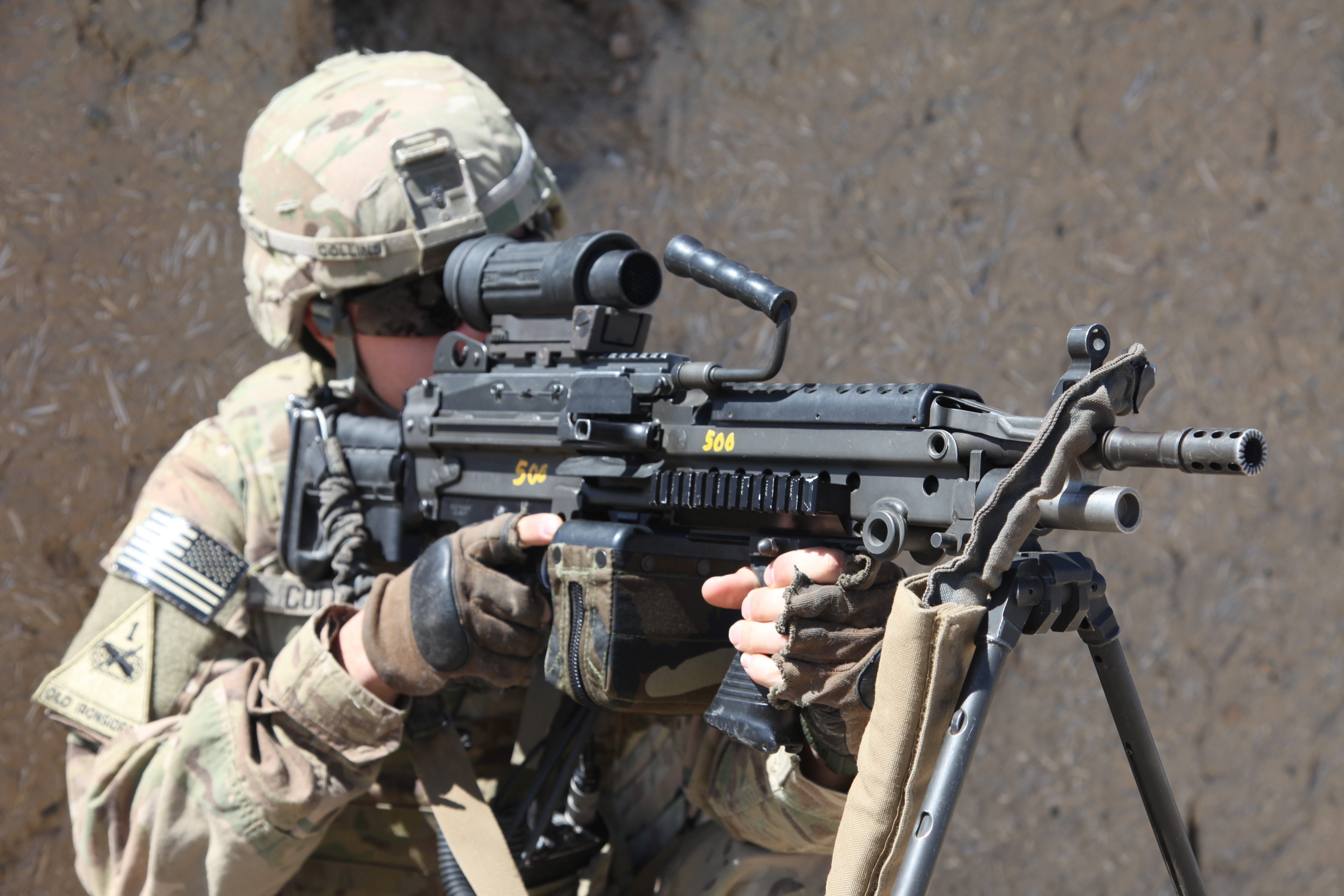
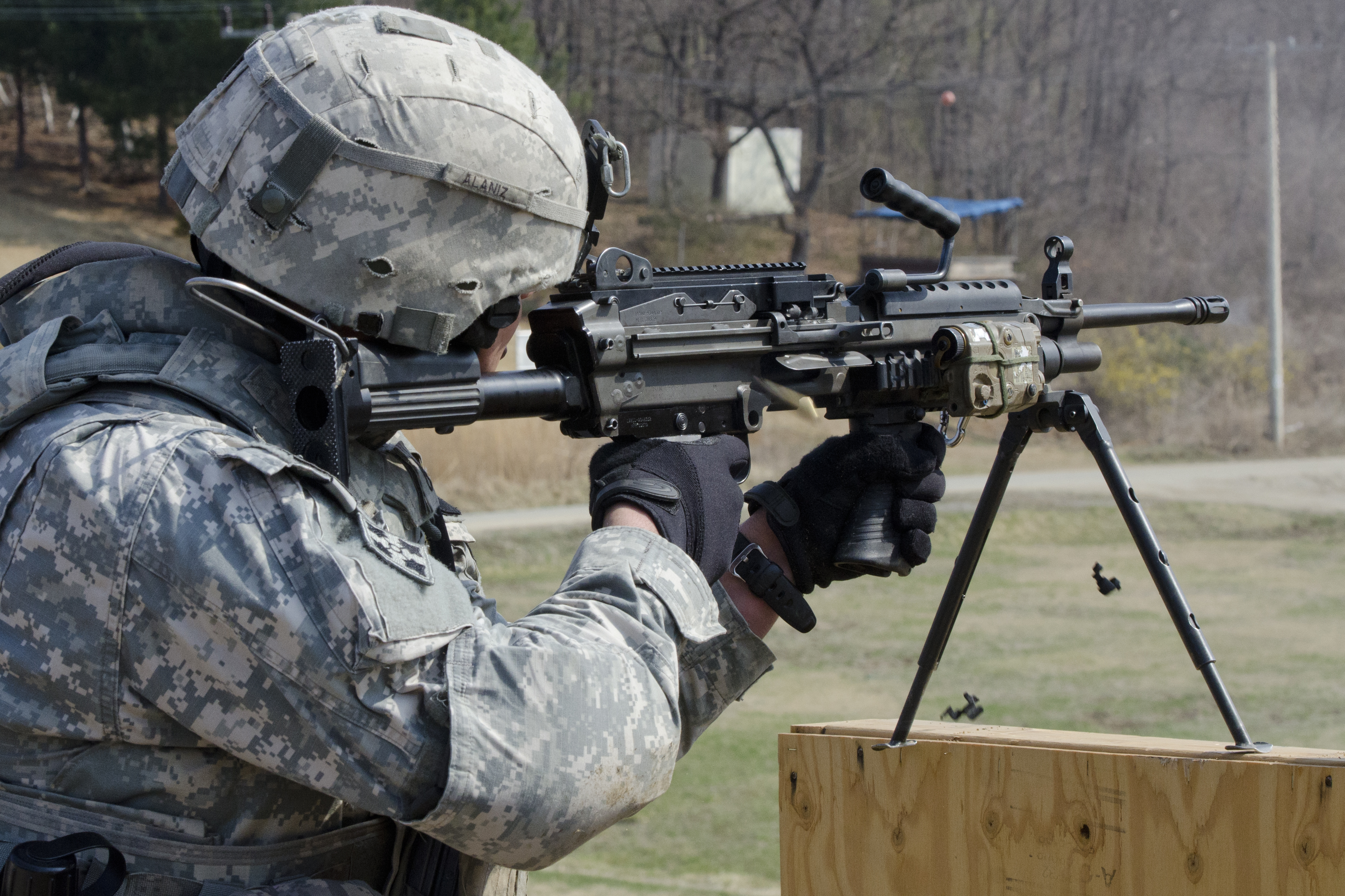
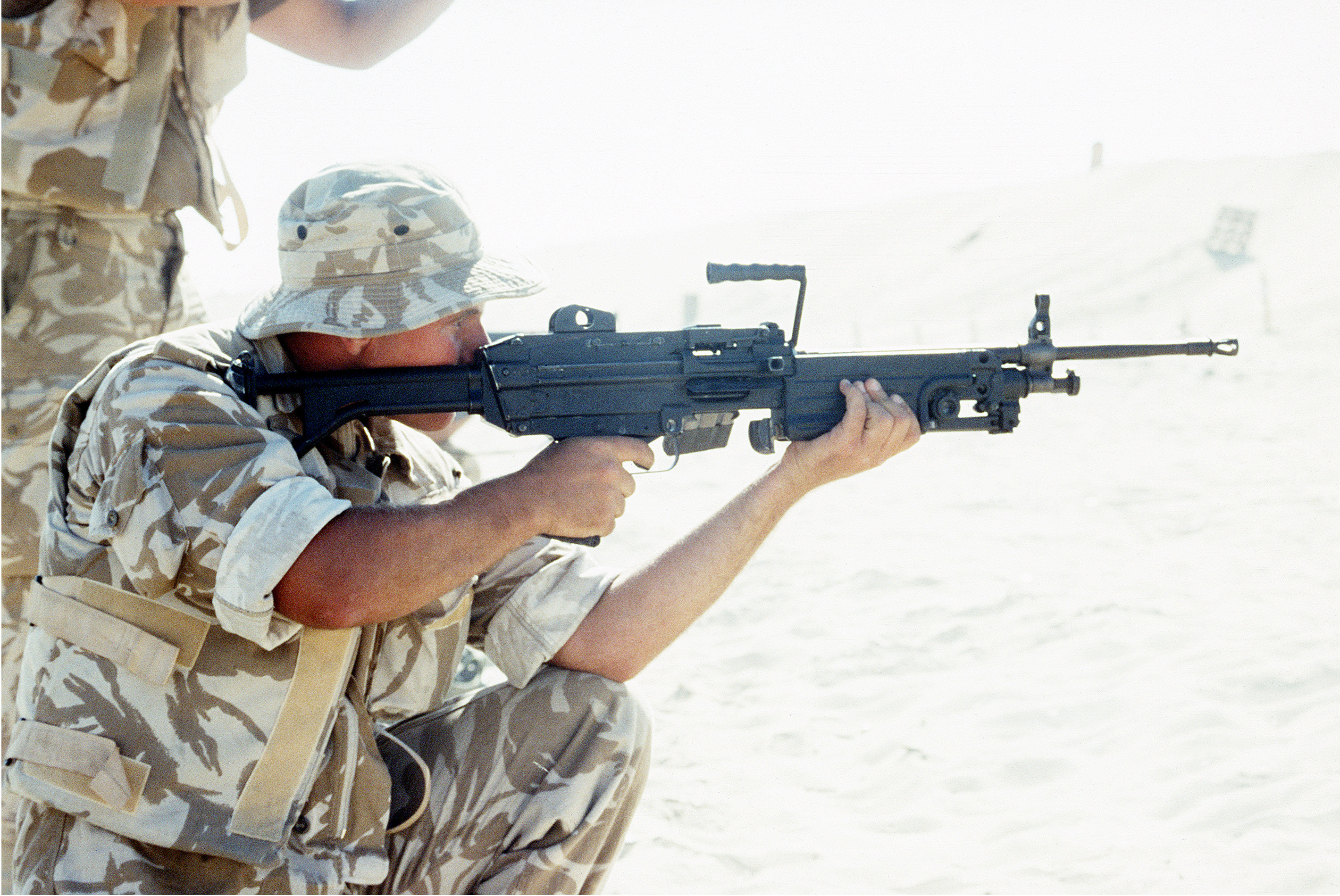
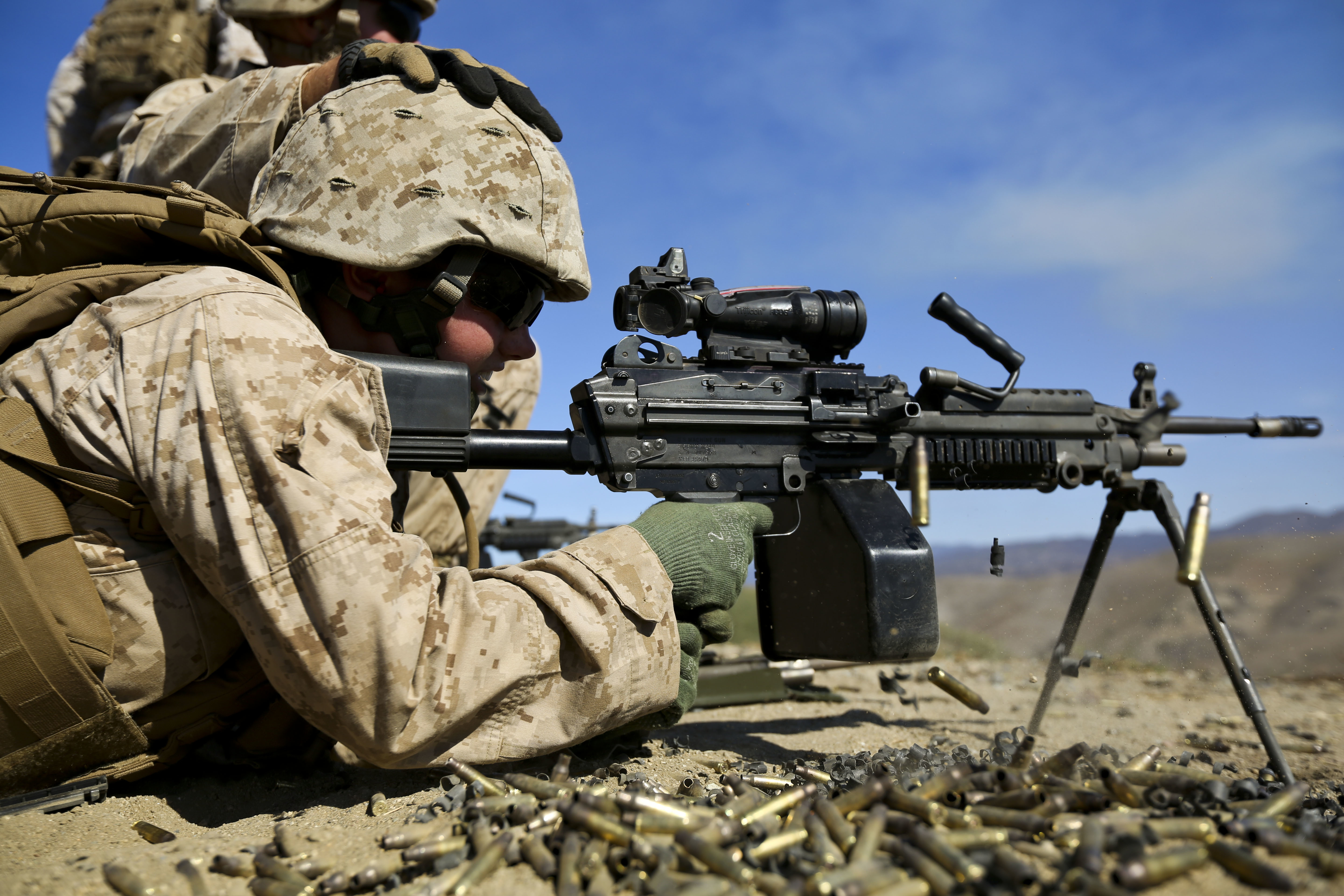
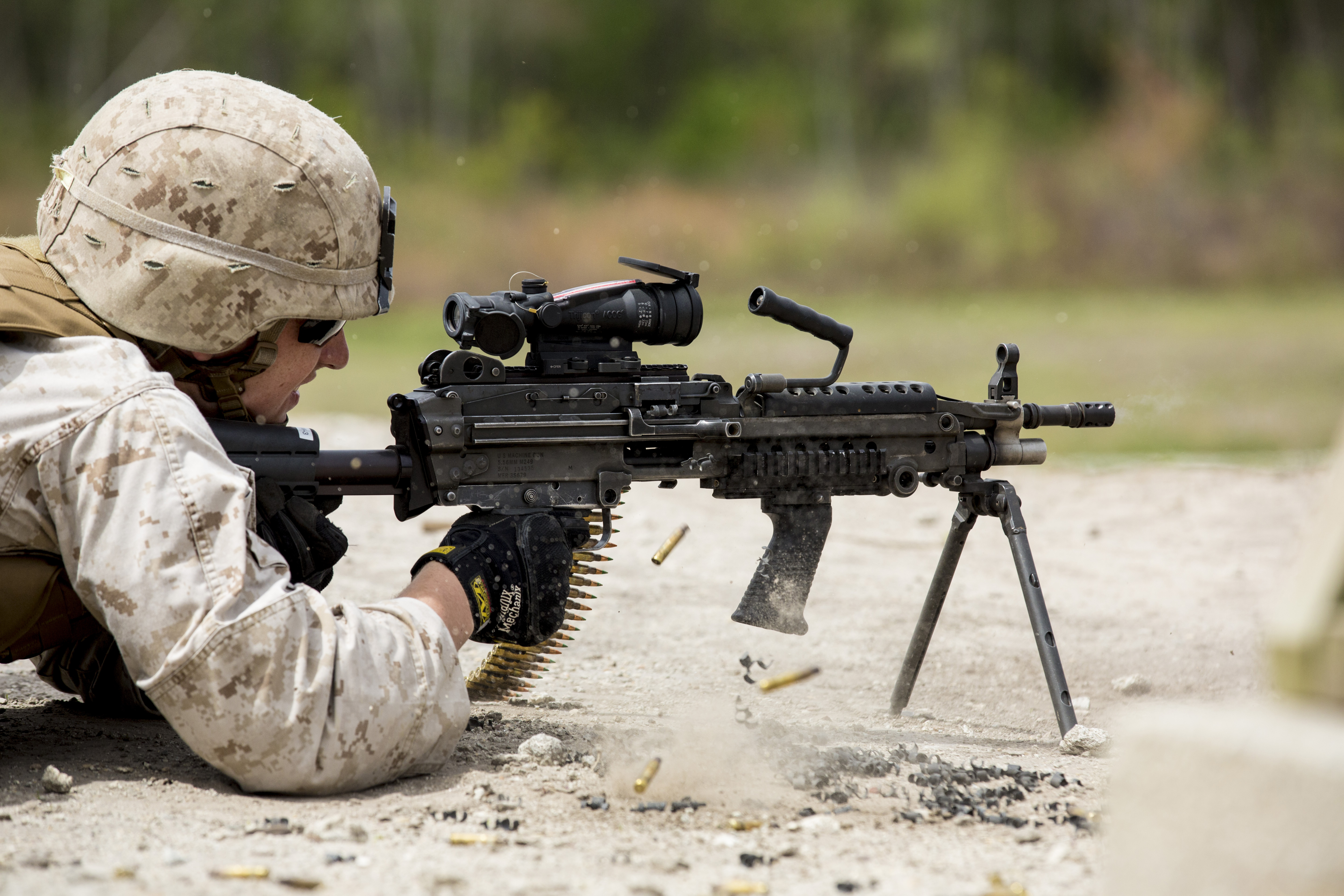
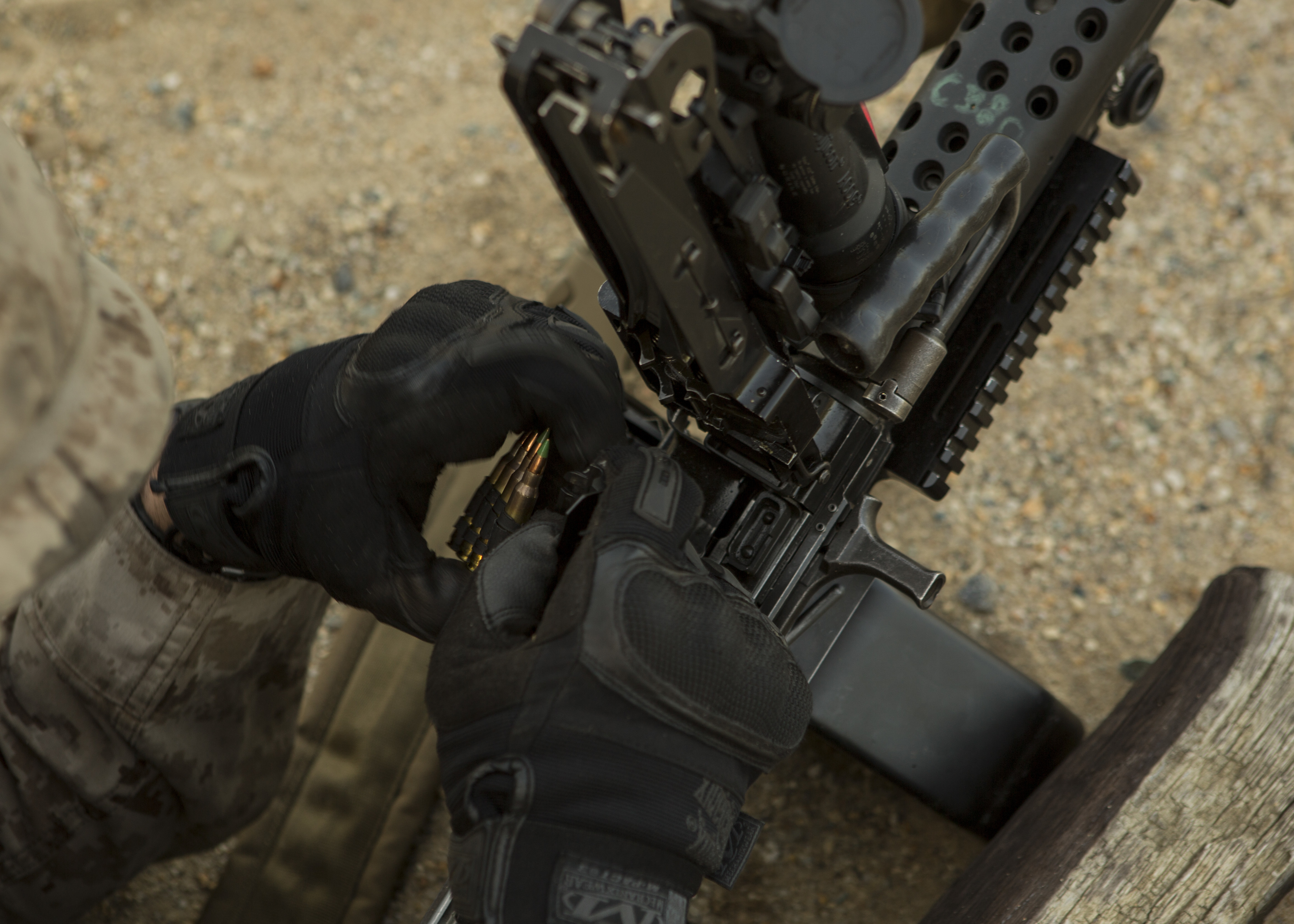

## Страны-эксплуатанты

### Страны НАТО
- Бельгия
- Великобритания
- Греция
- Италия
- Канада
- Латвия
- Нидерланды
- Норвегия
- Польша
- Португалия
- Словения
- США
- Франция
- Хорватия
- Чехия

### Страны, не состоящие в НАТО
- Аргентина
- Австралия
- Бразилия
- Венесуэла
- Восточный Тимор
- Израиль
- Индонезия
- Ирландия
- Китайская Республика
- Кувейт
- Ливан
- Малайзия
- Марокко
- Мексика
- Непал
- Новая Зеландия
- ОАЭ
- Перу
- Саудовская Аравия
- Таиланд
- Украина
- Филиппины
- Чили
- Швейцария
- Швеция
- Шри-Ланка
- Япония

## Сравнительная характеристика
Ниже приводится сравнительная характеристика образцов, составивших конкуренцию XM249 в ходе программы SAW:
| Сравнительная характеристика образцов автоматического оружия пехотного отделения 1970-х гг. | Сравнительная характеристика образцов автоматического оружия пехотного отделения 1970-х гг. | Сравнительная характеристика образцов автоматического оружия пехотного отделения 1970-х гг. | Сравнительная характеристика образцов автоматического оружия пехотного отделения 1970-х гг. | Сравнительная характеристика образцов автоматического оружия пехотного отделения 1970-х гг. | Сравнительная характеристика образцов автоматического оружия пехотного отделения 1970-х гг. | Сравнительная характеристика образцов автоматического оружия пехотного отделения 1970-х гг. | Сравнительная характеристика образцов автоматического оружия пехотного отделения 1970-х гг. | Сравнительная характеристика образцов автоматического оружия пехотного отделения 1970-х гг. |
| --- | ------------------------------------------------------------------------------------------- | ------------------------------------------------------------------------------------------- | ------------------------------------------------------------------------------------------- | ------------------------------------------------------------------------------------------- | ------------------------------------------------------------------------------------------- | ------------------------------------------------------------------------------------------- | ------------------------------------------------------------------------------------------- | ------------------------------------------------------------------------------------------- |
| Индекс опытного прототипа | не присваивался                                                                             | XM235                                                                                       | XM233                                                                                       | XM234                                                                                       | XM248                                                                                       | XM249                                                                                       | XM106                                                                                       | XM262                                                                                       |
| Изображение |                                                                                             |                                                                                             |                                                                                             |                                                                                             |                                                                                             |                                                                                             |                                                                                             |                                                                                             |
| Организация-разработчик | Brunswick Corporation                                                                       | Rodman Laboratories                                                                         | Maremont Corporation                                                                        | Ford Aerospace & Communications Corp.                                                       | Ford Aerospace & Communications Corp.                                                       | Fabrique Nationale d’Armes de Guerre S.A.                                                   | Ballistics Research Laboratories                                                            | Heckler & Koch GmbH                                                                         |
| Боеприпас | 6 × 45 мм                                                                                   | 6 × 45 мм                                                                                   | 6 × 45 мм                                                                                   | 6 × 45 мм                                                                                   | 5,56 × 45 мм НАТО (M193, M196, XM777, XM778)                                                | 5,56 × 45 мм НАТО (M193, M196, XM777, XM778)                                                | 5,56 × 45 мм НАТО (M193, M196, XM777, XM778)                                                | 5,56 × 45 мм НАТО (M193, M196, XM777, XM778)                                                |
| Длина (полная), мм |                                                                                             | 1000                                                                                        |                                                                                             |                                                                                             | 1000                                                                                        | 1000                                                                                        | 1000                                                                                        | 1000                                                                                        |
| Длина ствола (с пламегасителем), мм |                                                                                             |                                                                                             |                                                                                             |                                                                                             | 609                                                                                         | 523                                                                                         | 546                                                                                         | 482                                                                                         |
| Масса (без патронов), г |                                                                                             | 6078                                                                                        |                                                                                             |                                                                                             | 6500                                                                                        | 6500                                                                                        | 4800                                                                                        | 7690                                                                                        |
| Принцип работы автоматики | использование энергии отдачи                                                                | прямой отвод пороховых газов (без газового поршня)                                          | прямой отвод пороховых газов (без газового поршня)                                          |                                                                                             | отвод пороховых газов на поршень                                                            | прямой отвод пороховых газов (без газового поршня)                                          | прямой отвод пороховых газов (без газового поршня)                                          | использование энергии отдачи                                                                |
| Запирание ствола | полусвободный затвор                                                                        | поворотный затвор                                                                           | поворотный затвор                                                                           | поворотный затвор                                                                           | поворотный затвор                                                                           | поворотный затвор                                                                           | поворотный затвор                                                                           | полусвободный затвор                                                                        |
| Запирание ствола | с семью боевыми упорами                                                                     | с тремя боевыми упорами                                                                     |                                                                                             |                                                                                             | с тремя боевыми упорами                                                                     | с двумя боевыми упорами                                                                     | с восемью боевыми упорами                                                                   | с «запаздывающей отдачей»                                                                   |
| Питание | только ленточное                                                                            | только ленточное                                                                            | только ленточное                                                                            | только ленточное                                                                            | ленточное или безленточное                                                                  | ленточное или безленточное                                                                  | безленточное                                                                                | ленточное с зубчатым механизмом подачи                                                      |
| Магазин | короб на 100/200                                                                            | короб на 100/200                                                                            | короб на 100/200                                                                            | короб на 100/200                                                                            | барабанного типа или                                                                        | короб на 100/200 или                                                                        | только                                                                                      | короб на 100/200 или                                                                        |
| Магазин | короб на 100/200                                                                            | короб на 100/200                                                                            | короб на 100/200                                                                            | короб на 100/200                                                                            | магазин любой формы и вместимости от винтовок M16 и карабинов M4 всех модификаций           |                                                                                             |                                                                                             |                                                                                             |
| Темп стрельбы, выстр./мин | регулируемый                                                                                | регулируемый                                                                                |                                                                                             |                                                                                             | постоянный                                                                                  | регулируемый                                                                                | постоянный                                                                                  | постоянный                                                                                  |
| Темп стрельбы, выстр./мин |                                                                                             | 500…+                                                                                       |                                                                                             |                                                                                             | 500                                                                                         | 700…1100                                                                                    | 750                                                                                         | 900                                                                                         |
| Источники информации - Comparison of SAW Candidates. // Army Research and Development : Bimonthly Magazine. — Alexandria, VA: U.S. Army Materiel Development and Readiness Command, May—June 1979. — Vol. 20 — No. 3 — P. 5. - Will the SAW be Ford? // Armies & Weapons (Atlantic Edition). — Bruxelles, Belgium: Interconair Media Group, Dynatech Press, 15 January — 15 February 1977. — Vol. 5 — No. 31 — P. 23 — ISSN 0307-4420. - The Rifle of the Future. // Armies & Weapons (Atlantic Edition). — Bruxelles, Belgium: Interconair Media Group, Dynatech Press, 15 January — 15 February 1977. — Vol. 5 — No. 31 — P. 30 — ISSN 0307-4420. - Rifles and SMGs in the West. // Armies & Weapons (Atlantic Edition). — Bruxelles, Belgium: Interconair Media Group, Dynatech Press, 15 April — 15 May 1977. — Vol. 5 — No. 33 — P. 38 — ISSN 0307-4420. - The SAWs that never WAS: Intro, and XM106. / WeaponsMan. — October 28, 2013. - The SAWs that never WAS: Part 2, the XM-248’s forerunner, XM235. / WeaponsMan. — October 31, 2013. - The SAWs that never WAS: Part 3, XM248. / WeaponsMan. — November 2, 2013. - The SAWS that never WAS, Part 3b: the feed of the XM248. / WeaponsMan. — November 4, 2013. - The SAWs that never WAS: Part 4, H&K XM262. / WeaponsMan. — November 9, 2013. - The SAWs that never WAS, Part 5: from Minimi to XM249. / WeaponsMan. — November 23, 2013. - The SAWs That never Was, Postscript: Civilian SAW. / WeaponsMan. — December 7, 2013. |                                                                                             |                                                                                             |                                                                                             |                                                                                             |                                                                                             |                                                                                             |                                                                                             |                                                                                             |

## Модификации

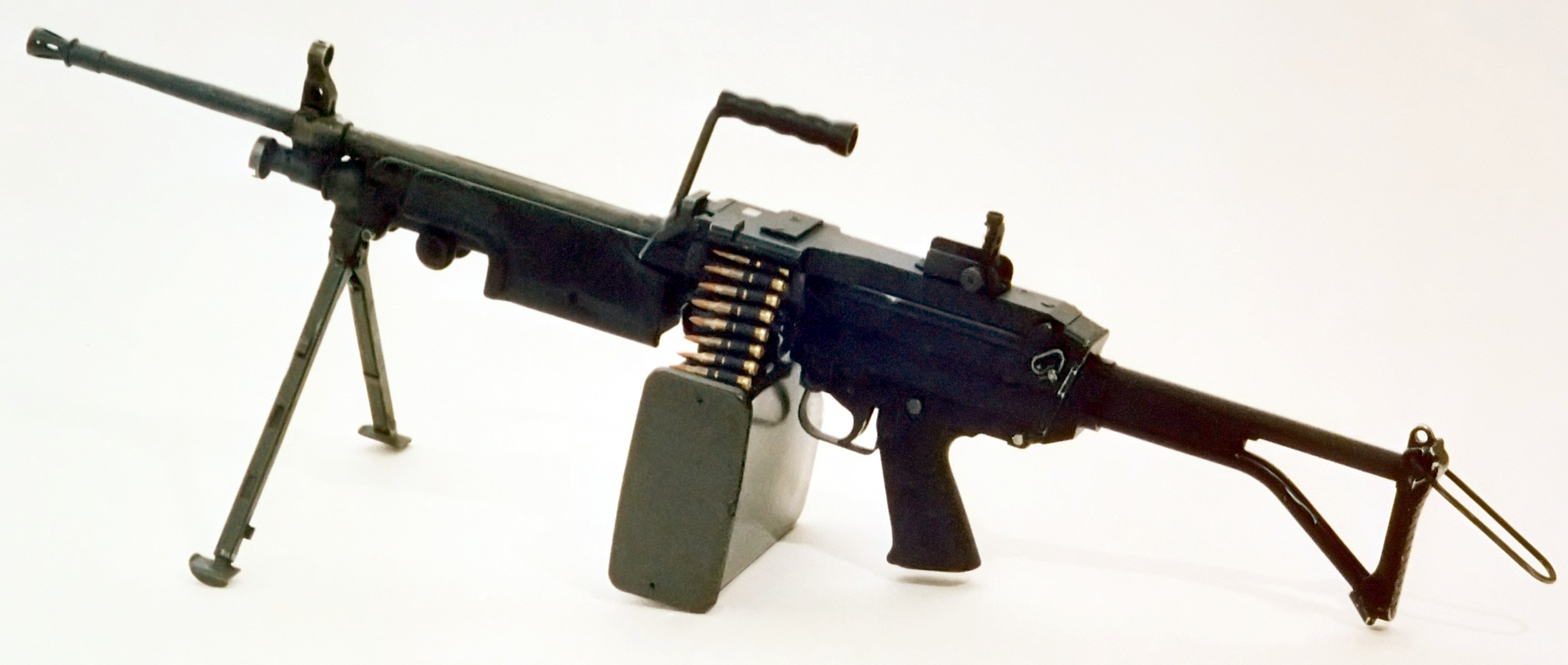
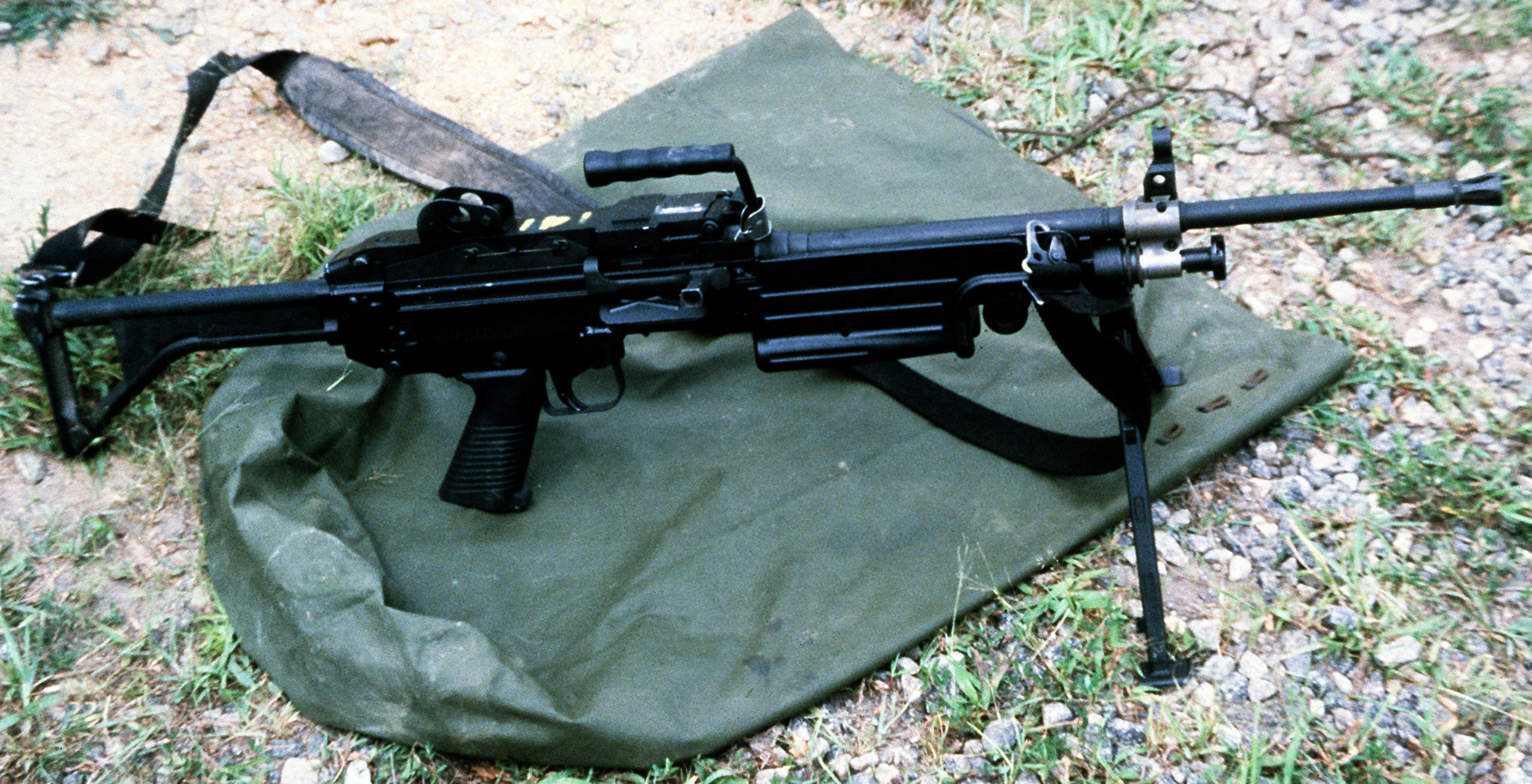
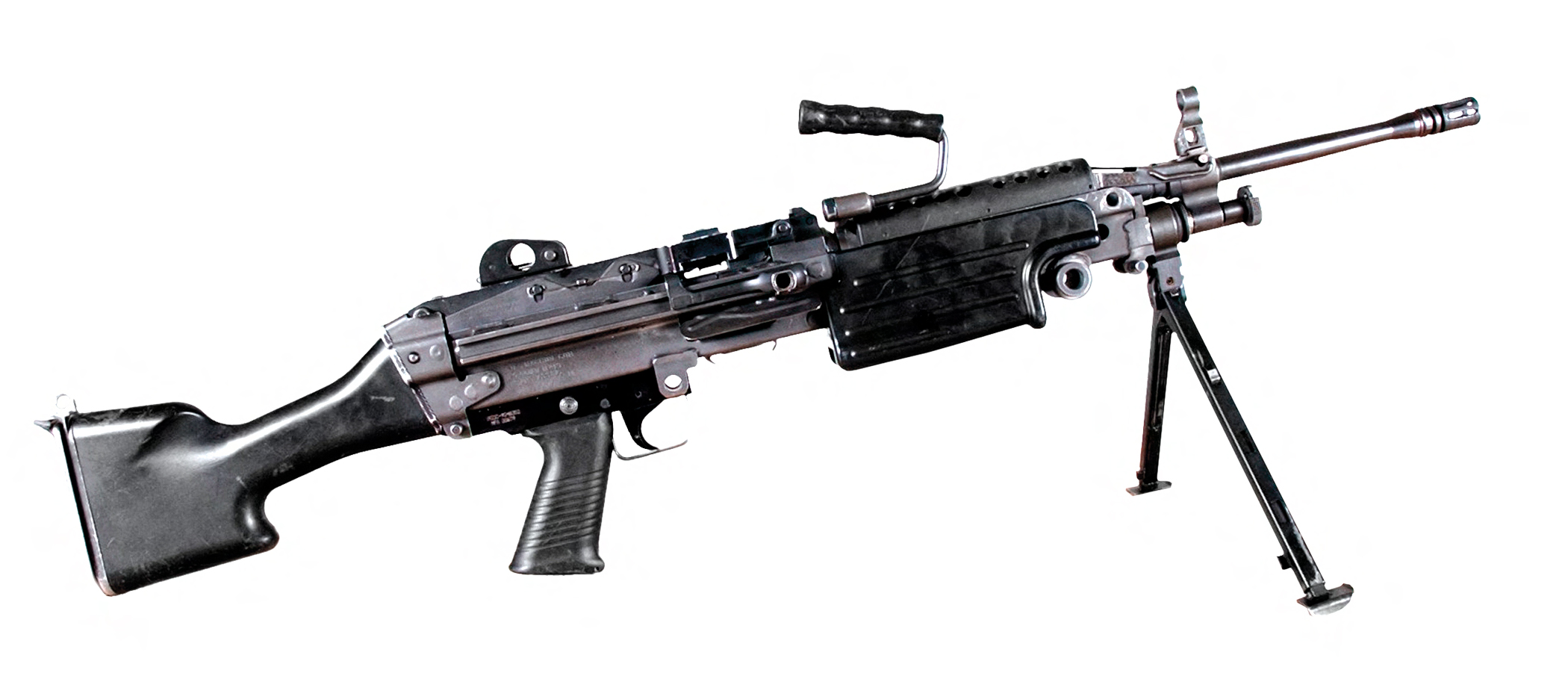
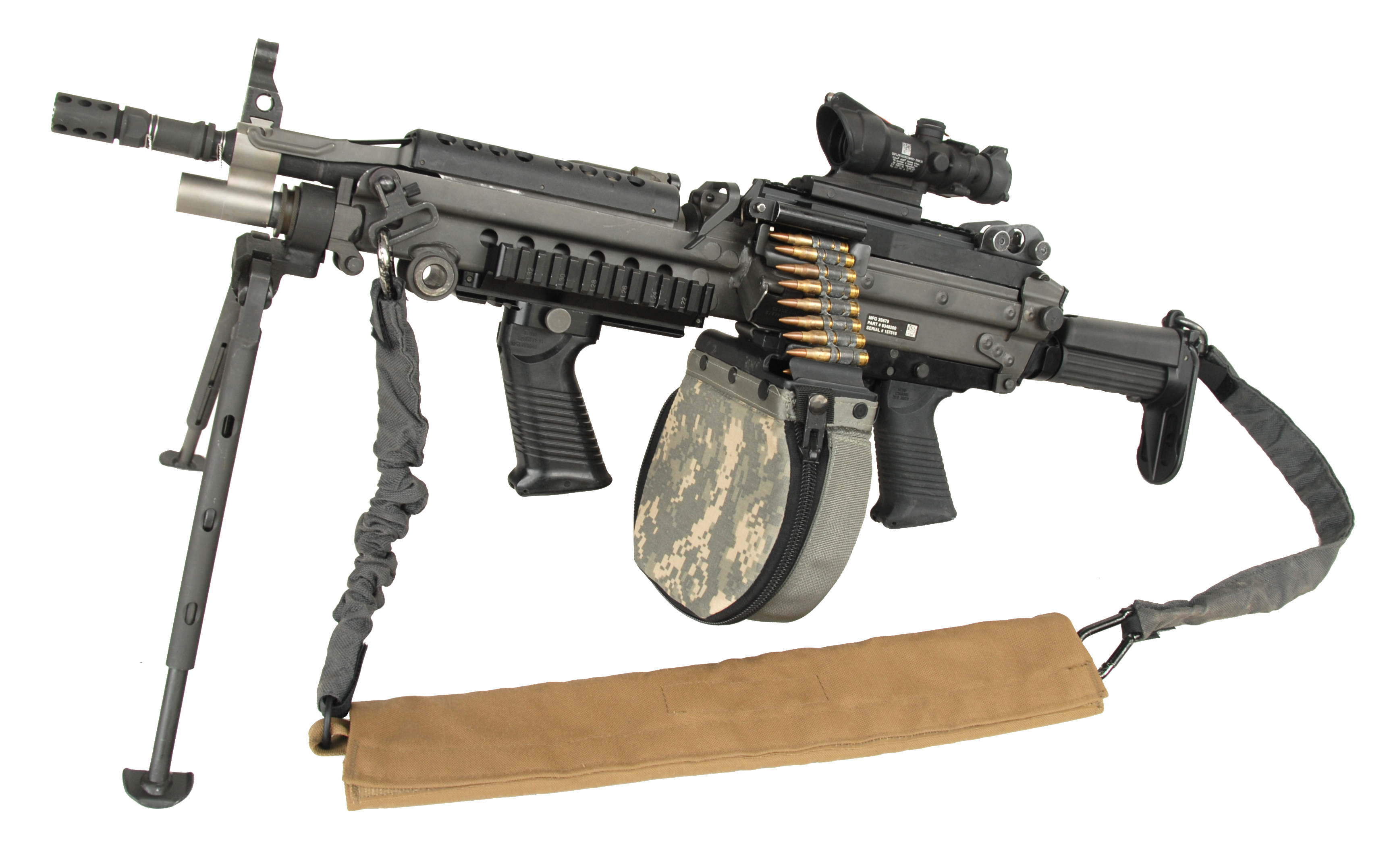
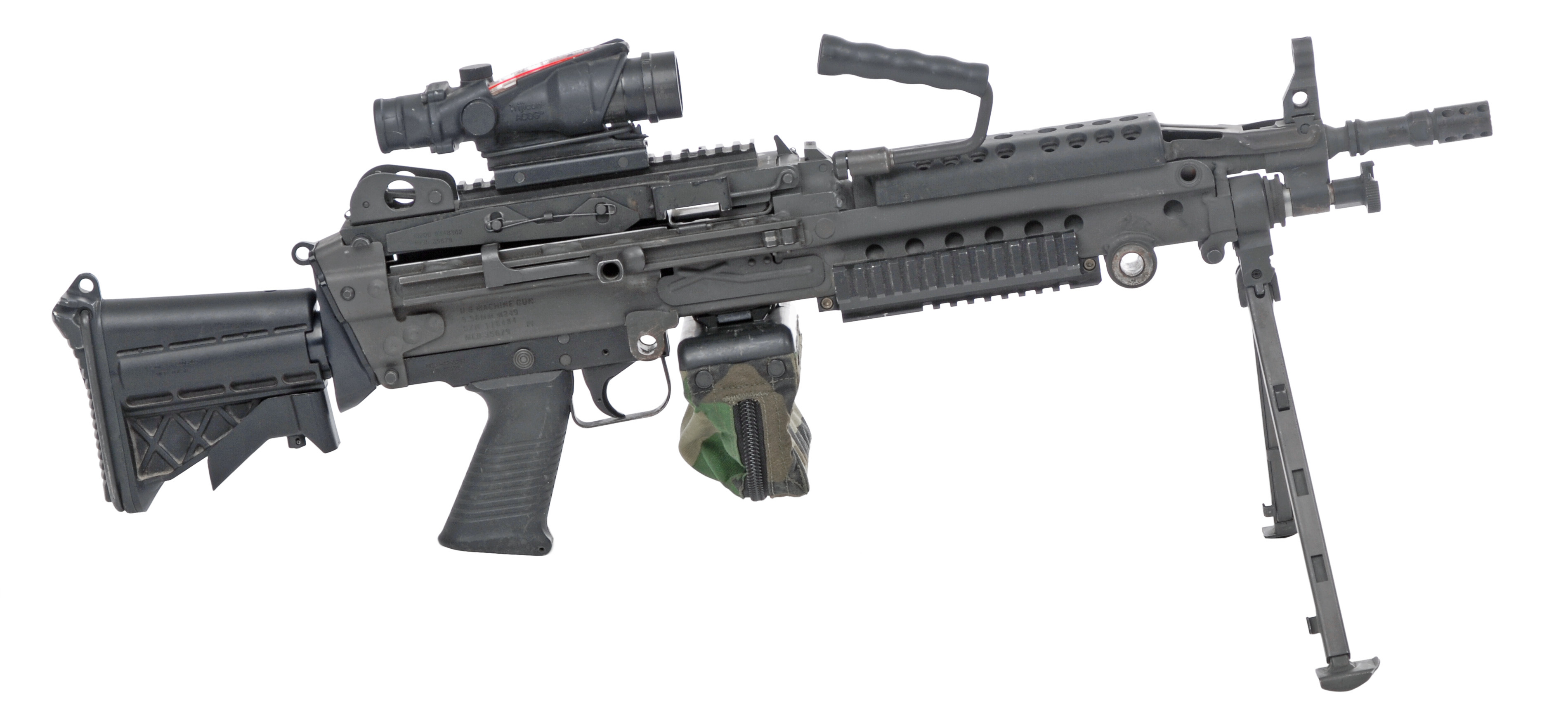